# Sara James

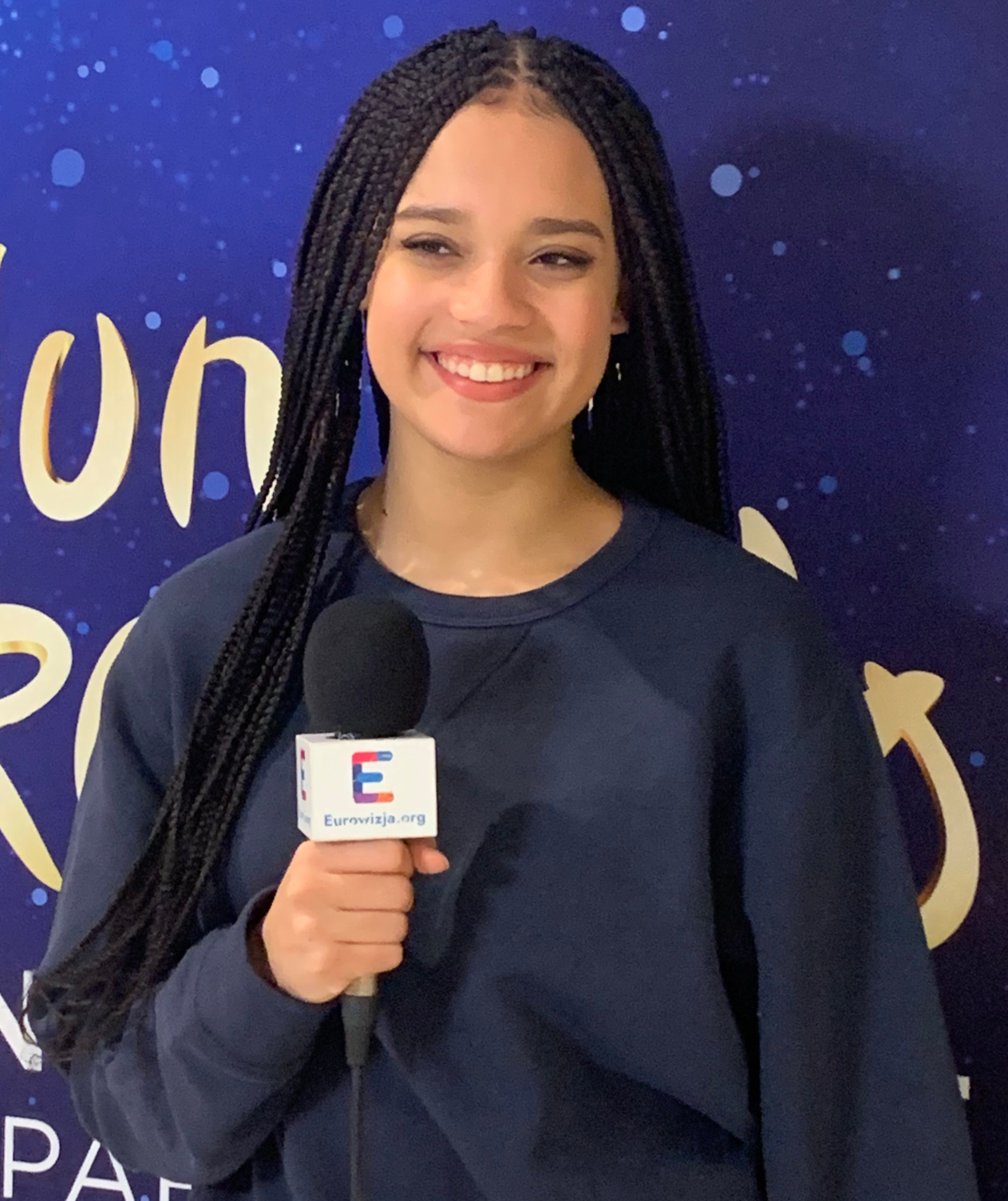
Sara James beim Junior Eurovision Song Contest 2021

Sara James (* 10. Juni 2008 in Słubice als Sara Egwu-James) ist eine polnische Popsängerin.

## Jugend
James ist die Tochter einer Polin und eines Nigerianers, welcher ebenfalls als Musiker tätig ist. Sie besuchte eine Grundschule mit Schwerpunkt Musik in Słubice, wo sie auch Gesangsunterricht nahm, und lebt mit ihrer Familie in Ośno Lubuskie. Neben dem Gesang spielt sie auch Klavier.

## Karriere
James begann im Alter von sechs Jahren zu singen und nahm auch an Gesangswettbewerben teil. 2021 bewarb sie sich für die vierte Staffel der polnischen Version von The Voice Kids. Sie zog ins Team von Baron & Tomson ein und ging im Finale als Siegerin hervor. Seitdem hatte sie viele Auftritte in Polen, aber auch in Frankfurt (Oder).
Wenig später nahm sie an der TVP-Show Szansa na sukces teil, welche sie ebenfalls gewinnen konnte. Damit qualifizierte sie sich mit dem Titel Somebody für den Junior Eurovision Song Contest 2021. Im Finale, welches im La Seine Musicale in der Nähe von Paris stattfand, erhielt sie 116 Punkte von den Jurys (davon je zwei Mal 12 Punkte aus Deutschland und Irland) und 102 Punkte aus dem Online-Voting. Mit insgesamt 218 Punkten belegte sie den zweiten Platz, sechs Punkte hinter Maléna aus Armenien.

## Trivia
James zählt zu einer großen Gruppe afrikanischstämmiger Personen, die in Polen regelmäßig im öffentlichen Leben stehen. Hierzu gehören insbesondere die Fernsehmoderatorin Olimpia Ajakaiye, die Schauspielerinnen Aleksandra Szwed und Patricia Kazadi, die ehemaligen Sportler Izuagbe Ugonoh und Emmanuel Olisadebe, die beiden Politiker John Godson und Killion Munyama sowie der Musiker August Agbola O’Browne.

## Diskografie

### Alben
| Jahr | Titel     | Höchstplatzierung, Gesamtwochen, AuszeichnungChartsChartplatzierungen (Jahr, Titel, Platzierungen, Wochen, Auszeichnungen, Anmerkungen) | Anmerkungen                            |
| Jahr | Titel     | PL | Anmerkungen                            |
| ---- | --------- | --- | -------------------------------------- |
| 2024 | Playhouse | PL28 (… Wo.)PL | Erstveröffentlichung: 7. November 2024 |

### Singles
| Jahr | Titel Album         | Höchstplatzierung, Gesamtwochen, AuszeichnungChartsChartplatzierungen (Jahr, Titel, Album, Platzierungen, Wochen, Auszeichnungen, Anmerkungen) | Anmerkungen                              |
| Jahr | Titel Album         | PL | Anmerkungen                              |
| ---- | ------------------- | --- | ---------------------------------------- |
| 2021 | Somebody –          | PL1 ×2Doppelplatin · (19 Wo.)PL | Erstveröffentlichung: 25. September 2021 |
| 2022 | Nie jest za późno – | PL18 (10 Wo.)PL | Erstveröffentlichung: 17. März 2022      |

Weitere Singles
- 2021: Czarny młyn (mit Kuba Szmajkowski)
- 2021: Jak co roku
- 2022: Lecę (mit AniKa Dąbrowska und Marcin Maciejczak)
- 2022: Na sam szczyt
- 2022: Magia jest w nas
- 2022: My wave
- 2023: Tylko mnie poproś do tańca (mit Igor Herbut, PL: Gold)
- 2024: Salty